# عوزي ميشولام
عوزي ميشولام (بالعبرية: עוזי משולם) (مواليد 30 أكتوبر 1952 - وفيات 21 يونيو 2013) حاخام يهودي إسرائيلي الذي كان في عام 1994 قائدا لمجموعة متطرفة من يهود اليمن الذين قاوموا بعنف السلطات لإنفاذ القانون الإسرائيلي.

## السيرة
في نهاية من سبعينات القرن العشرين درس ميشولام التوراة في مدرسة دينية و تجمع العديد من الطلاب من حوله.
أصبح ميشولام معروف على نطاق واسع من خلال القضية التي بدأت يوم عيد الفصح في عام 1994. خلال ذلك الوقت قام ميشولام بتوزيع كتيبات يزعم أنه يتم خطف أطفال يهود اليمن والذين بلغوا حسب تقديراته 4500 طفل من آبائهم من قبل السلطات الإسرائيلية ومنحهم لعائلات غنية من اليهود الأشكناز داخل إسرائيل وخارجها خلال أواخر الأربعينات وبدايات الخمسينات بينما قيل للمهاجرين اليمنيين كذبا أن أطفالهم ماتوا من المرض أو سوء التغذية. بعد تصاعد الصراع المحلي بين ميشولام ومقاول الصرف الصحي تدخلت قوات الشرطة وفي ضجة من العواطف أثار ميشولام وأتباعه القضية بتشكيل لجنة للتحقيق في اختفاء الأطفال اليمنيين خلال السنوات الأولى لدولة إسرائيل.
أتباع ميشولام تحصنوا في منزله مع أكياس الرمل والحجارة بينما كانوا سلحوا أنفسهم بالكثير من الأسلحة. ونتيجة لذلك حاصرت قوات الشرطة والقناصة والوحدة الخاصة منزل ميشولام لأسابيع وفي يوم 10 مايو عند الساعة الثالثة صباحا غادر ميشولام بدون أتباعه المقيمين في منزله من أجل إجراء لقاء مع مفوض الشرطة عساف هيفيتز. عند هذه النقطة اقتحمت قوات الشرطة المنزل وألقي القبض على أحد عشر من أتباعه. قتل واحد منهم وهو شلومي أسولين البالغ من العمر تسعة عشر عاما من قبل الشرطة خلال الغارة.
اتهم أتباع ميشولام بعدة جرائم وهي التآمر لارتكاب جريمة، عرقلة سير العدالة، محاولة إصابة مع نية جدية وتهديدات ومخاطر متعمدة للحياة البشرية، وتصنيع الأسلحة بطريقة غير مشروعة. ونتيجة لذلك حكم على أتباع ميشولام بالسجن على مدد تتراوح ما بين خمسة عشر شهرا وخمس سنوات. أدين ميشولام نفسه بتهمة تعليم صنع قنابل المولوتوف واصدار الأمر برميها على قوات الشرطة وعرقلة سير العدالة. حكم عليه بالسجن لمدة ثماني سنوات ولكن تمت تبرئته في نهاية المطاف في واحدة من الجرائم ونتيجة لذلك تم تخفيض عقوبته إلى ستة سنوات ونصف السنة حيث قضى فعليا خمس سنوات بعدها أصدر الرئيس الإسرائيلي عيزر فايتسمان عفو عن السبعة أشهر الباقية من عقوبته.
في أكتوبر 1994 تم إطلاق النار على سجان في سجن ميشولام من قبل اثنين من أتباع ميشولام لكنه نجا في نهاية المطاف من الهجوم. أدين المهاجمان وحكم عليهما بالسجن لمدد طويلة.
في أعقاب أحداث في يناير 1995 أنشئت لجنة كوهين التي كان يرأسها قاضي المحكمة العليا السابق يهودا كوهين. حققت لجنة كوهين منذ ما يقرب من سبع سنوات من حالات اختفاء أطفال المهاجرين اليمنيين في ما 1948 و1954. قدمت اللجنة في تقريرها تفسيرات لكثير من حالات الاختفاء ولكن لا توجد أدلة على وجود مؤامرة في هذه المسألة على الرغم من أن ستة وخمسين حالة لا تزال تعتبر قضية مفتوحة.
في يناير 1996 تم نقل ميشولام إلى سجن شطا. بعد فترة وجيزة ساءت حالته الصحية ونقل إلى المستشفى. واصل أتباعه الاحتجاج ودعوا لإطلاق سراحه على الرغم من أن الاحتجاجات الشعبية تقلصت في نهاية المطاف.